# 聖弗朗西斯 (明尼蘇達州)
聖弗朗西斯（英語：St. Francis）是位於美國明尼蘇達州斯特恩斯縣克賴恩鎮區的一個非建制地區。

## 地理
聖弗朗西斯所處的海拔為高於海平面381米（即1250英呎），而該地所採用的時區為UTC-6，即北美中部時區（CST）。同時該地設有夏令時間，為UTC-6調快一小時，即UTC-5（CDT）。